# Rue de la Limite (Liège)
La rue de la Limite est une rue faisant partie du quartier administratif du Longdoz à Liège en Belgique.

## Odonymie
La rue fait référence à l'ancienne limite communale entre la commune de Liège et celle de Grivegnée.

## Patrimoine

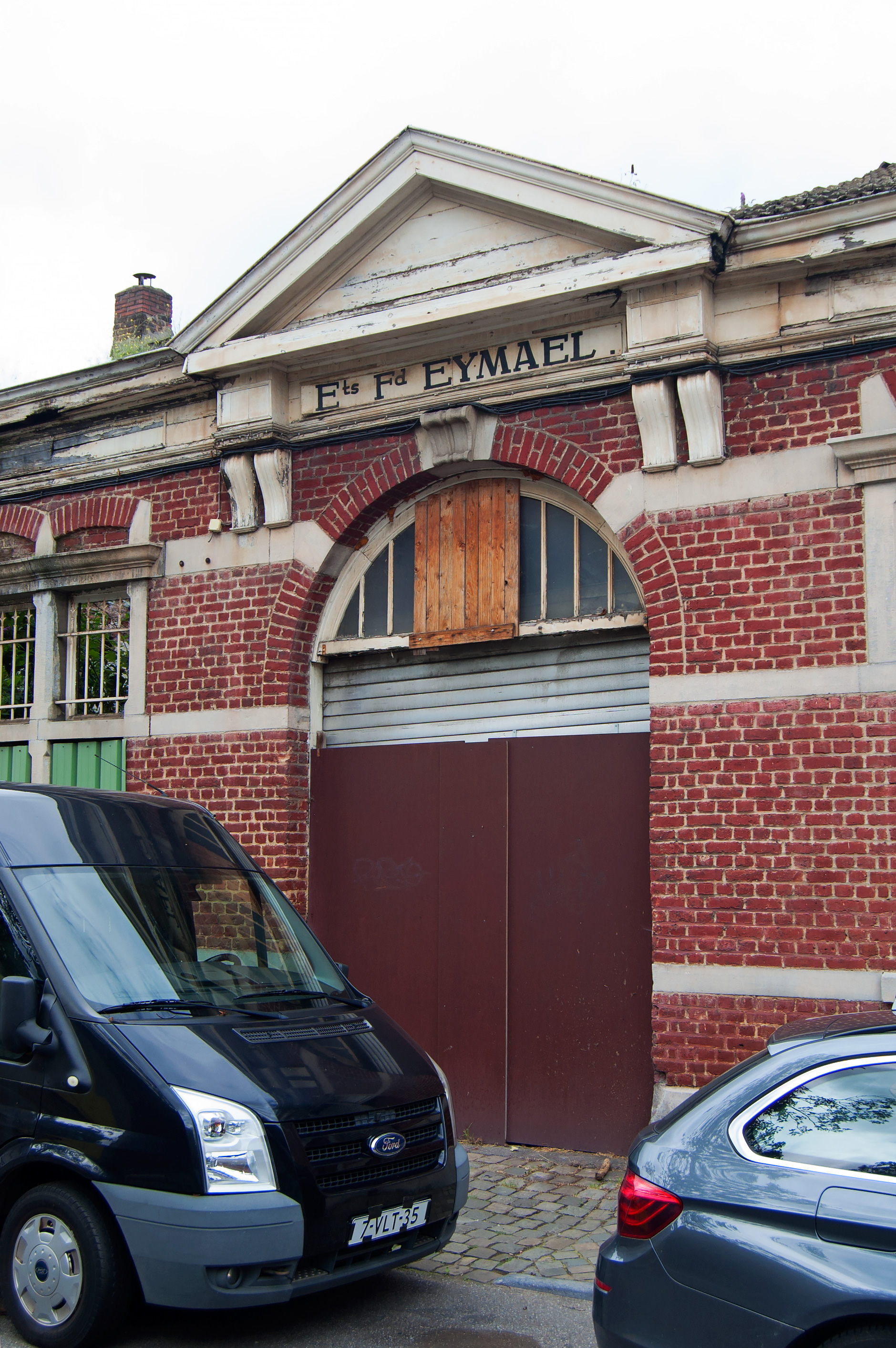
Bâtiment désaffecté des anciens établissements Eymael.

Séquence Prévot

## Voies adjacentes
- Rue Grétry
- Rue du Beau-Mur
- Rue Bonne-Femme
- Rue Pré Binet